# Devon Still
Devon Joshua Still (Camden, 1º luglio 1989) è un ex giocatore di football americano statunitense che ha militato nel ruolo di defensive tackle nella National Football League (NFL). Fu scelto nel corso del secondo giro (53º assoluto) del Draft NFL 2012 dai Cincinnati Bengals. Al college ha giocato a football a Penn State.

## Carriera

### Cincinnati Bengals
Il 27 aprile 2012, Still fu scelto nel corso del secondo giro del Draft 2012 dai Cincinnati Bengals. Devon debuttò il 10 settembre nella prima gara della stagione, persa nettamente contro i Baltimore Ravens per 44-13 mettendo a segno 2 tackle. La sua stagione da rookie si concluse con 8 presenze, nessuna delle quali come titolare, mettendo a segno 14 tackle, 0,5 sack e forzando un fumble. Nella successiva scese in campo in 10 gare con 7 tackle e 3 passaggi deviati.

### Houston Texans
Dopo avere passato la stagione 2015 fuori dai campi di gioco, il 6 gennaio 2016 Still firmò con gli Houston Texans.